# Klosterkirche St. Marien (Heiligenrode)

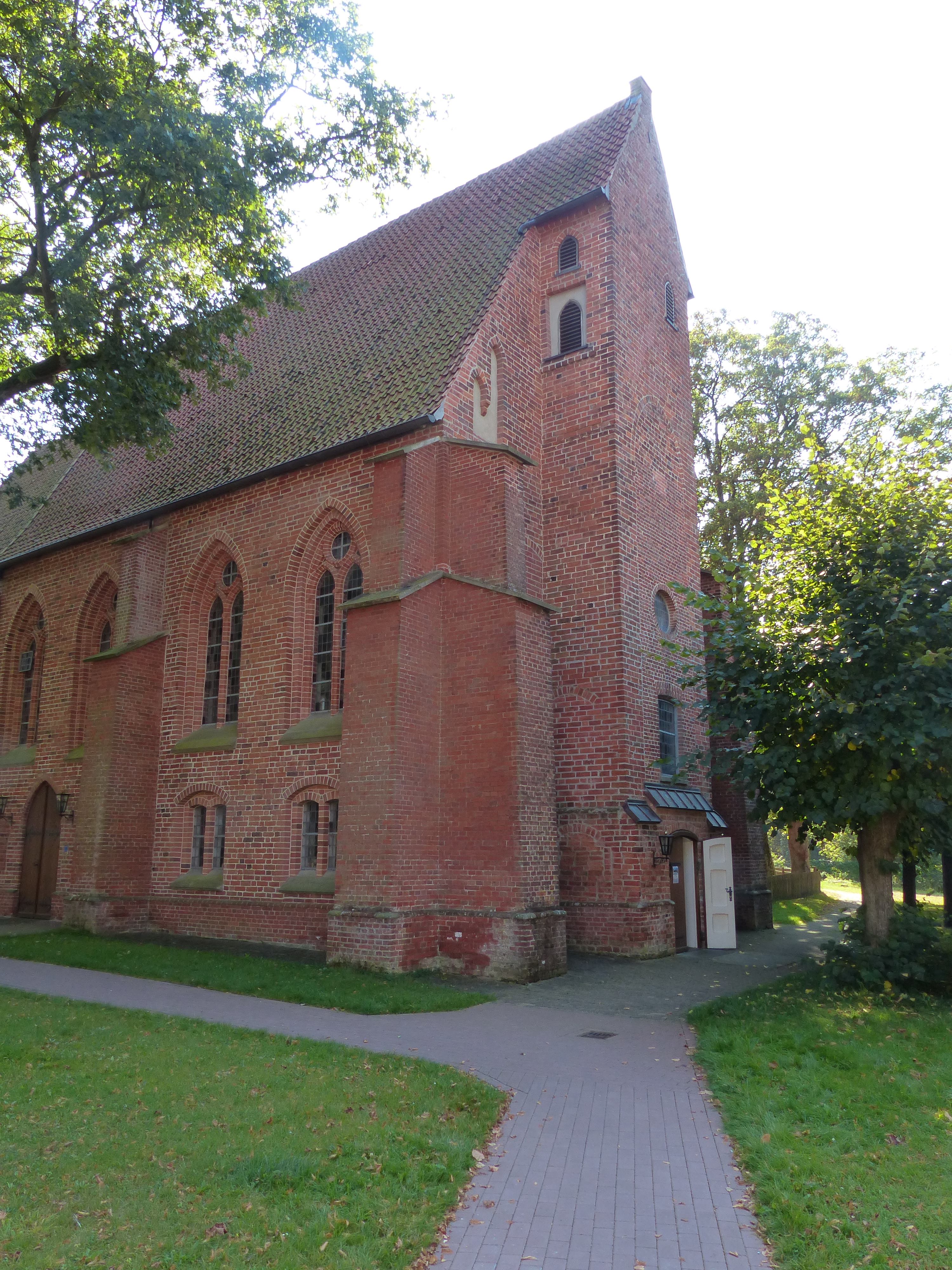
Klosterkirche Heiligenrode

Die Klosterkirche St. Marien in Stuhr-Heiligenrode ist eine evangelische Kirche im Ortsteil Heiligenrode in der niedersächsischen Gemeinde Stuhr (Landkreis Diepholz). Sie ist das Wahrzeichen des Ortes. Die Kirche war Klosterkirche des Benediktinerinnen-Klosters Heiligenrode, später des bis 1965 bestehenden evangelischen Damenstifts.

## Geschichte

### Kloster
1181 wurde durch Friedrich von Mackenstedt in Heiligenrode ein Benediktiner–Mönchkloster gegründet, das ab 1189 Doppelkloster und ab 1194 nur noch Nonnenkloster war, jedoch zunächst unter Vorsitz eines Priors. Ab 1496 leitete eine Äbtissin das Kloster. 1527 begann hier die Reformation, die sich erst gegen 1570 gänzlich durchsetzte. 1634 wurde das Klostergut von Herzog Friedrich Ulrich von Braunschweig-Wolfenbüttel eingezogen. Die Konventualinnen erhielten nun ein festes Einkommen.

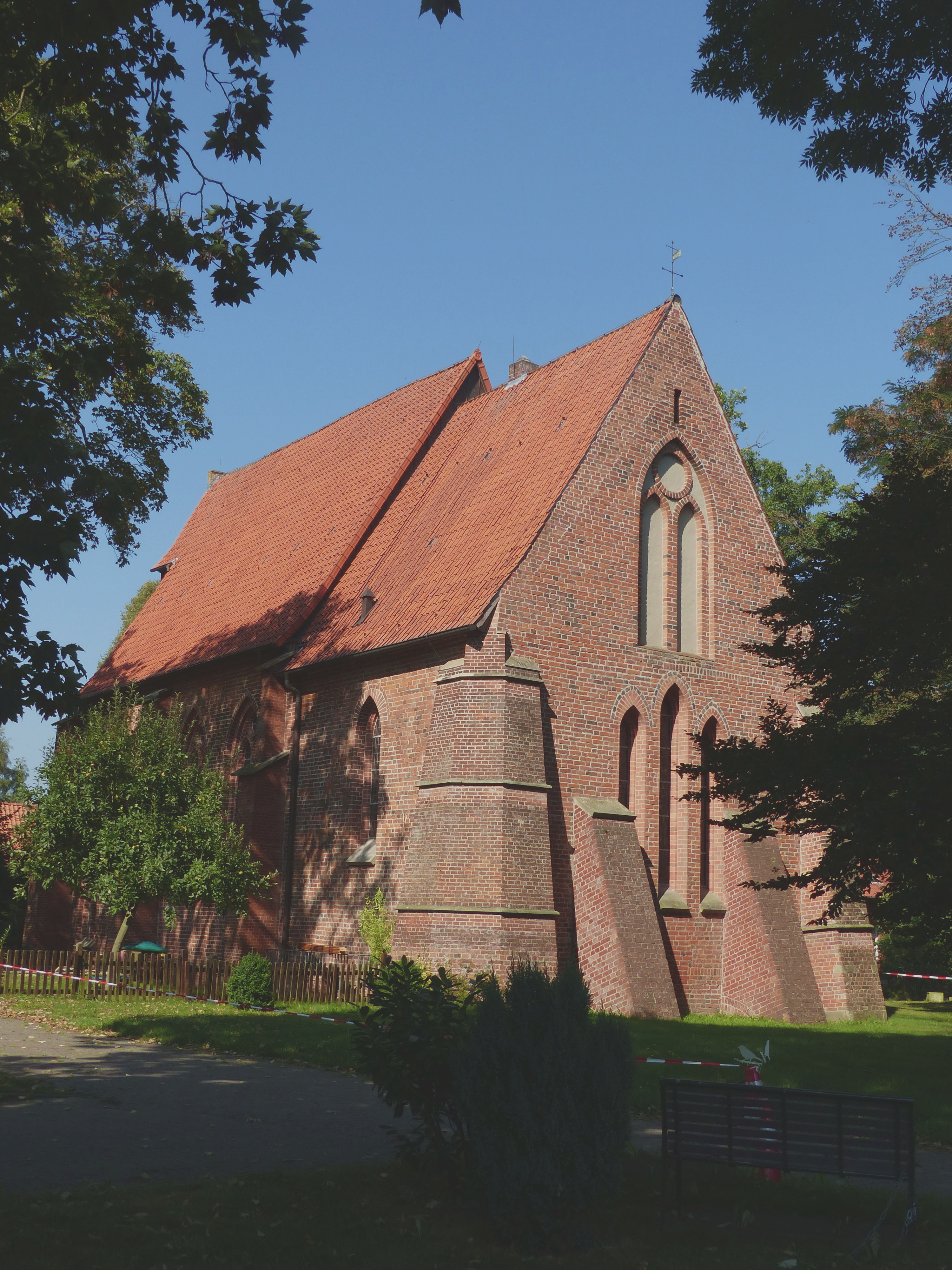
Klosterkirche von Südosten
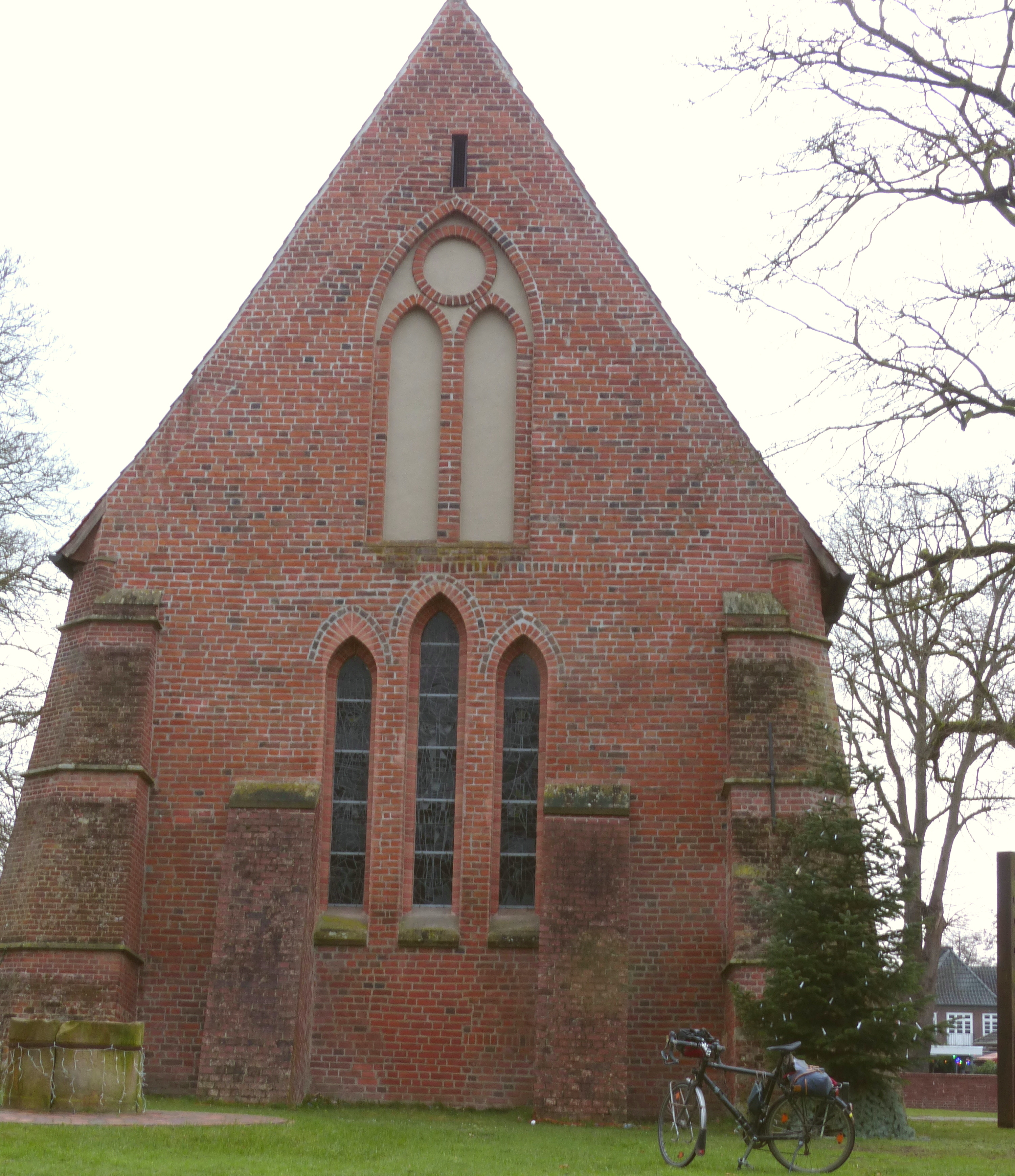
Chorgiebel
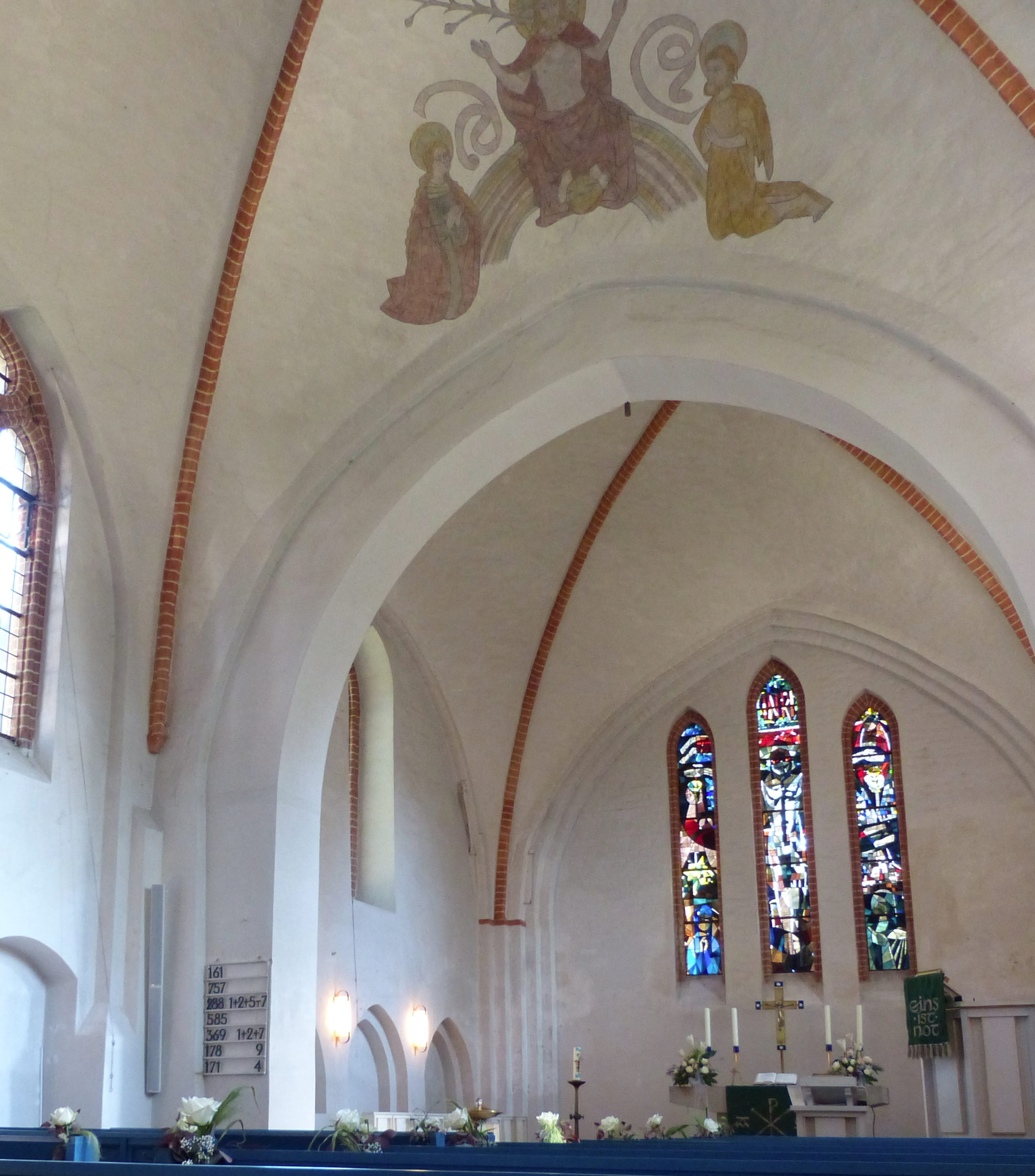
Chorraum und Deckengemälde
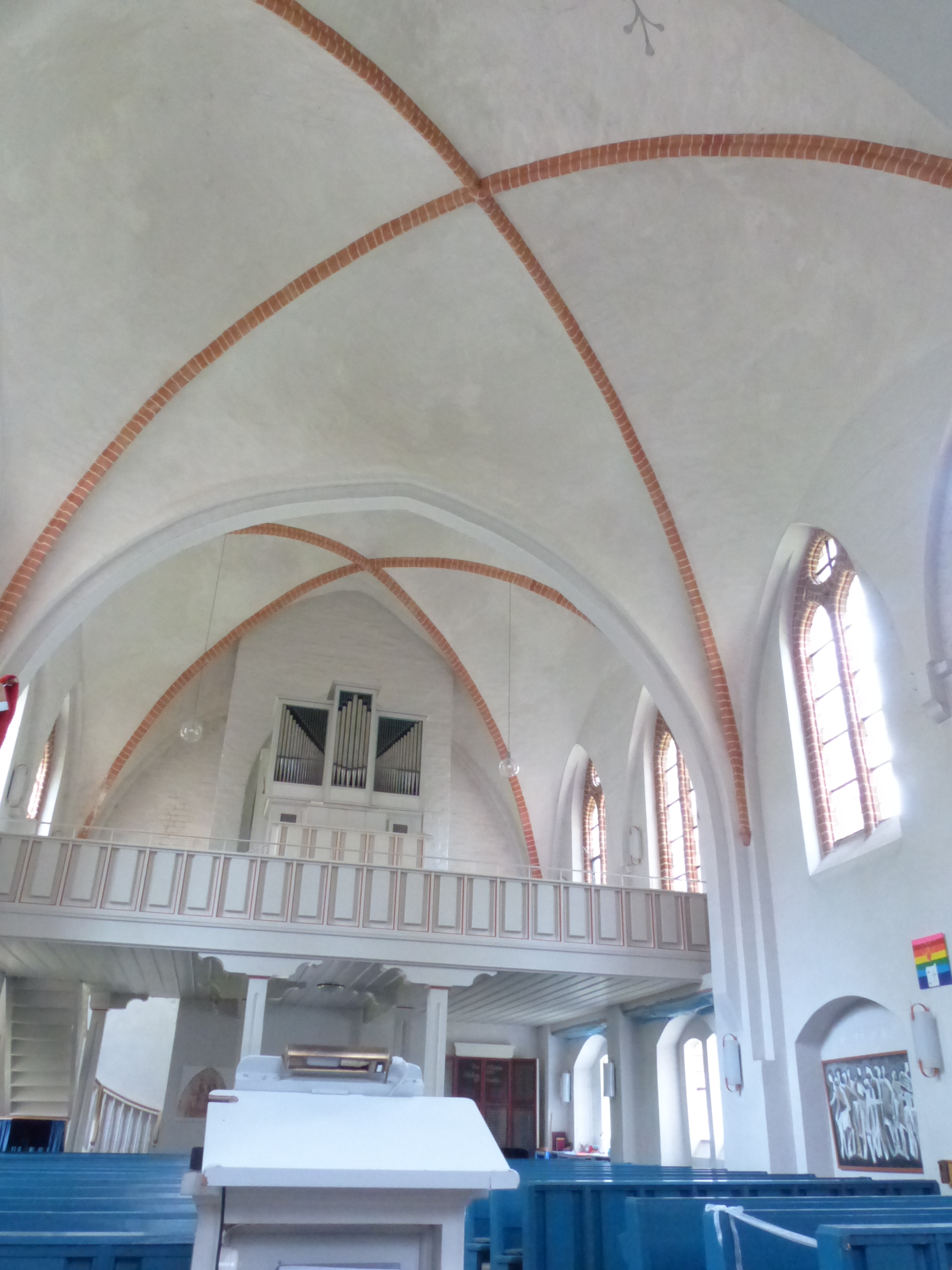
Schiff nach Westen, der (ältere) Turm ragt in das Westjoch

### Kirche

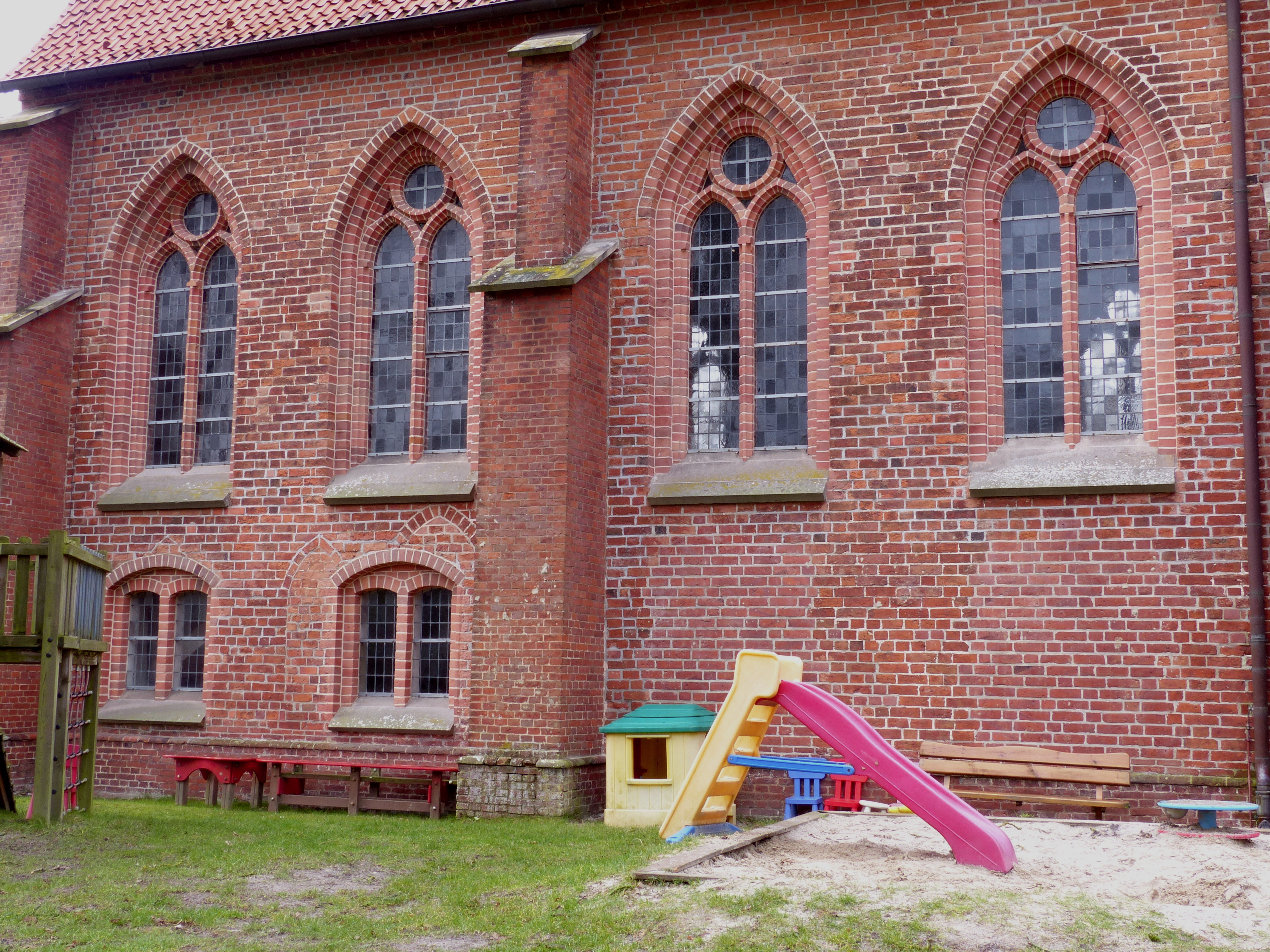
Schiff von Süden, große Fenster mit neugotischem Maßwerk, Segmentbogenfenster anstelle kleiner Spitzbogenfenster und eines Seitenportals

Die Kirche ist ein einschiffiger gotischer Backsteinbau mit einem quadratischen, etwas eingezogenen Chor und einem unechten, querrechteckigen Westturm, unter dem Dach des Schiffs. Nach Details des Mauerwerks und Dendrodatierungen der Dachstühle von Kirchenschiff und Chor wurde sie im Wesentlichen Ende des 13. Jahrhunderts errichtet und im späten 15. Jahrhundert etwas umgebaut.

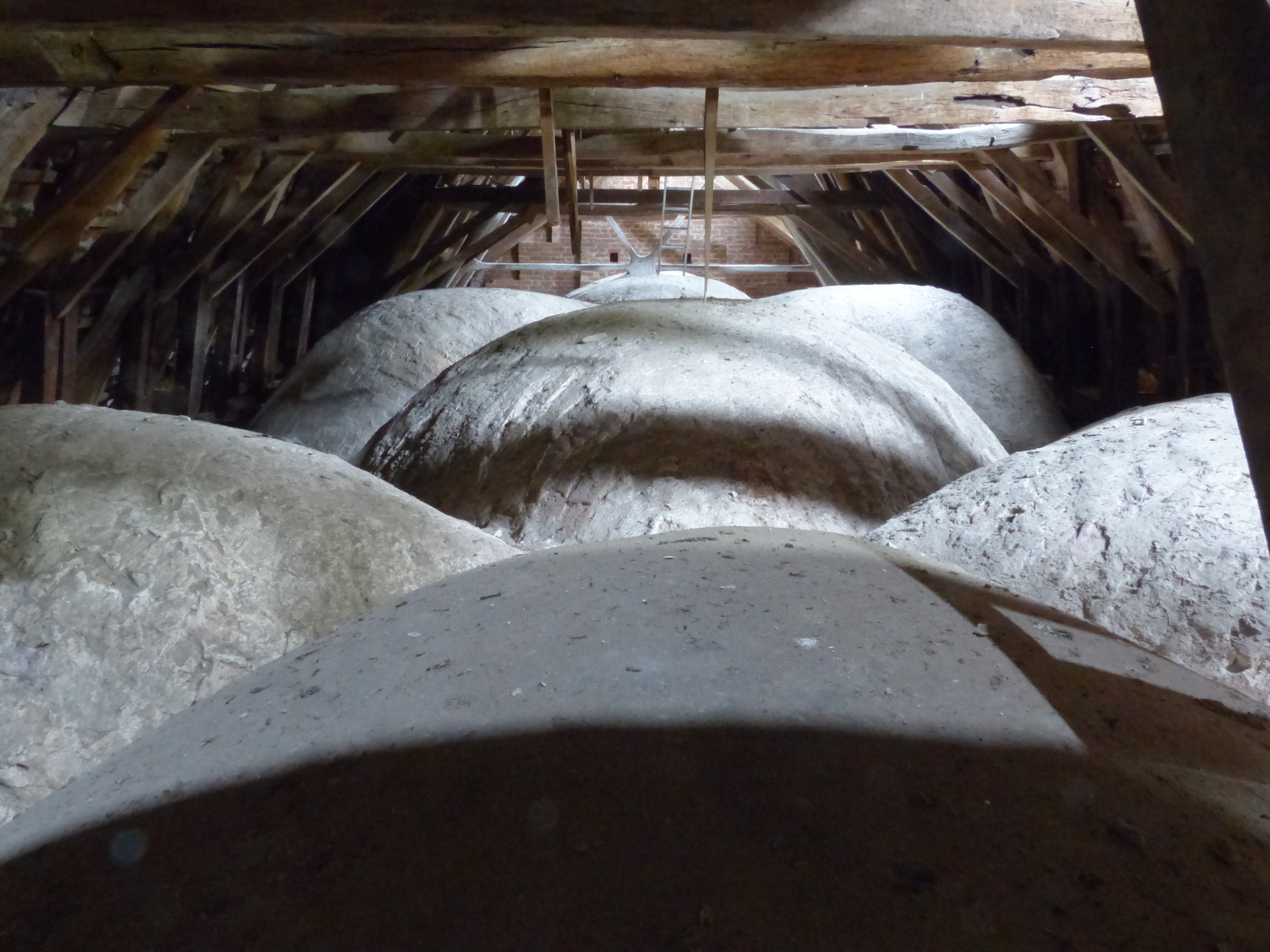
Die stark gelappten Gewölbekuppen im Dach

Im Kirchenschiff befinden sich zwei und im Chor ein Kreuzrippengewölbe. Alle Gewölbe sind kuppig, aber die des Schiffs deutlich stärker gebust als das Chorgewölbe. Im Mitteljoch sind noch Reste einer Gewölbemalerei aus dem 15. Jahrhundert zu sehen: Christus als Weltenrichter und Ranken um die Gewölberippen und dem Scheitel. Die Ostwand des Chors weist auf drei Bauphasen, von denen zwei direkt aufeinander gefolgt sein können, die dritte fast zweihundert Jahre später lag. Den Chorraum erhellt eine Gruppe von drei höhengestaffelten frühgotischen Lanzettfenstern mit ungewöhnlich weit abgesetzten Flachschichten über den Spitzbögen. In Traufenhöhe sorgt eine Keilschicht aus hochkant eingebauten Läufern für eine waagerechte Grundlage des Giebeldreiecks. Dieses Giebeldreieck ziert ein Blendfenster, das mit seinem Maßwerk schon der Hochgotik zuzurechnen ist. Diese Teile des Giebels sind wie große Teile der Seitenwände im Wendischen Verband gemauert. In der dritten Phase wurde der Giebel erhöht, weil der Chor im späten 15. Jahrhundert einen neuen, steileren Dachstuhl bekam, wohl in Verbindung mit der Einwölbung der Kirche. Diese Erhöhung erfolgte im Kreuzverband
Das Maßwerk der seitlichen Fenster des Kirchenschiffs ist aus dem 19. Jahrhundert. Vorher waren die Fenster zeitweise rechteckig und füllten die Spitzbögen nicht ganz aus. Im 17. und frühen 18. Jahrhundert wurden mehrere Kirchen der Region mit derartigen Rechteckfenstern versehen. Die beiden mächtigen östlichen Strebepfeiler wurden erst zu Beginn des 20. Jahrhunderts angefügt, um Verformungen in der Giebelwand zu verhindern. 

## Ausstattung
Ein Wandgemälde an der östlichen Turmwand zeigt die Marienkrönung, begleitet von einem knieenden Stifter. Entstanden im 14. Jahrhundert, wieder aufgedeckt und stark übermalt 1887, wird es heute von der 1953 vorgesetzten Orgel weitgehend verdeckt. 1963 legte man im Chorgewölbe eine gemalte Deësis frei, die Darstellung Christi als Weltenrichter zwischen der fürbittenden Gottesmutter und Johannes dem Täufer aus der ersten Hälfte des 15. Jahrhunderts.
Das Geläut im Turm gehört zu den frühesten erhaltenen im Lande. Bemerkenswert ist die Inschrift "AGLA" auf der ältesten der drei Glocken, aus dem frühen 14. Jahrhundert. Ursprünglich ein kabbalistisches Akronym mit der Bedeutung "Gott, Du bist mächtig auf ewig" wurde AGLA frühmittelalterlich im deutschen Sprachraum uminterpretiert zu "Allmächtiger Gott, Lösche Aus" und als Schutzformel gegen Schadenfeuer gebraucht.
Die größte Glocke aus der Mitte des 14. Jahrhunderts ist mit 24  Darstellungen aus dem Neuen Testament in Reliefmedaillons versehen. 
Die Marienglocke, gegossen von Berend Klinghe ist signiert und mit dem Datum 1456 des Gusses versehen.
Die Glasfenster hat 1964 der Schweringer Künstler Gottlieb Pot d’Or (1905–1978) gestaltet.